# Antoni Rovira (pintor)

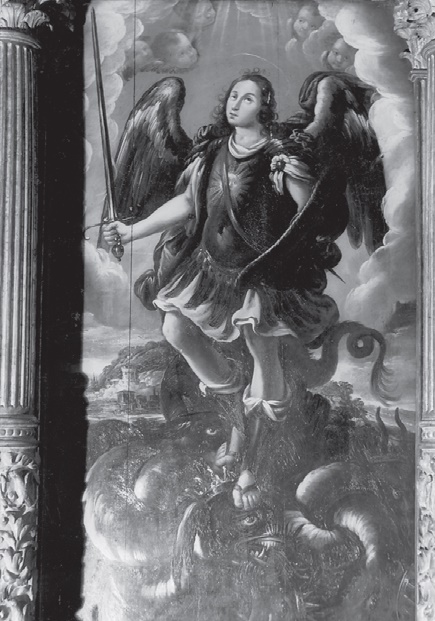
Pau Torrent y Antoni Rovira: San Miguel arcángel, retablo mayor de la iglesia parroquial de Santa Eulalia de Esparreguera. Destruido en 1936.

Antoni Rovira (Sant Feliu de Guíxols, 1599-Barcelona, 1634) fue un pintor y dorador barroco español, activo en Cataluña en el primer tercio del siglo XVII. 

## Biografía
Bautizado el 5 de enero de 1599, se le documenta a partir de 1625 en Barcelona, cuando contrató una obra menor de dorado con la viuda de un miembro del Consejo Real y contrajo matrimonio con Isabel Torrent, hermana del pintor Pau Torrent. Por las capitulaciones matrimoniales consta que era hijo de Pons Rovira, barrilero de Sant Feliu de Guíxols y hermano mayor del escultor Domènec Rovira. Dictó su testamento el 9 de octubre de 1634 y debió de fallecer poco más tarde pues el 11 de enero de 1635 se fechó el inventario de los bienes dejados a su muerte, entre los que únicamente podría destacarse «un quadro de un país gran».
A su nombre se documenta la obra de pintura y dorado de los desaparecidos retablos de la iglesia de Santa Coloma Sasserra, lugar del municipio de Castellcir (1634) y el de San Miguel en la iglesia parroquial de Santa Eulalia de Esparreguera, en el que trabajó con su cuñado Pau Torrent de 1629 a 1634.
Incendiado en julio de 1936, el retablo de Esparreguera es por el momento la única obra documentada a su nombre de la que se dispone de información gráfica. Contratado en marzo de 1616 por los cónsules de la cofradía de los pelaires con el entallador Pau Boxadell, el trabajo en madera es probable que no se concluyera antes de 1629, cuando se contrató con los pintores el dorado, encarnado y estofado de la parte escultórica del retablo, además de la pintura de nueve tableros historiados cuyos asuntos no se anticipaban en el contrato. Por antiguas fotografías pueden reconocerse, en la predela, formada por cinco tablas, las escenas de la Flagelación y la Coronación de espinas en las correspondientes a las calles laterales; en el cuerpo bajo, a los lados de la escultura del titular, dos historias de la leyenda del arcángel: la victoria sobre el Anticristo y el milagro de Monte Gargano; y en el segundo cuerpo, flanqueando una escultura de la Magdalena, el Noli me tangere y la Magdalena penitente en el desierto visitada por los ángeles. En la misma iglesia pudiera haberse hecho cargo de la pintura de las también destruidas puertas del órgano, con las escenas de la Anunciación y la Adoración de los pastores, conocidas también por antiguas fotografías. En lo que cabe apreciar de los testimonios gráficos conservados, se trata de obras de cierta calidad, aunque en su composición se valiese ampliamente de estampas de Cornelis Cort y de Johannes Sadeler, entre otros.